# Sega
Sega Corporation (Japans: 株式会社セガ, Kabushikigaisha Sega), gestileerd als SEGA, is een Japans bedrijf dat arcade- en computerspellen ontwikkelt en uitgeeft voor verschillende platformen en tot 2001 een belangrijke producent van spelcomputers was.
Sega Japan, de belangrijkste afdeling, is gevestigd in Shinagawa, Tokio. Sega Europe is gevestigd in Londen en Sega America in Irvine.

## Geschiedenis

### Beginjaren (1940-1988)
Sega werd opgericht in 1940 onder de naam Standard Games op Hawaï door de Amerikanen Martin Bromely, Irving Bromberg en James Humpert. Standard Games hield zich bezig met het maken van speelautomaten voor Amerikaanse militaire basissen. Pas na de verkoop in 1945 kreeg het bedrijf een jaar later de naam Service Games. Doordat de Amerikaanse overheid gokautomaten verbood, verhuisde Service Games in 1952 onder aandringen van Bromely naar Tokio, Japan en kreeg het de naam Service Games of Japan. Via deze omweg werden gokautomaten geproduceerd voor militaire basissen in Japan.
De naam Sega, een afkorting van Service Games, werd voor het eerst gebruikt op een gokautomaat in 1954.
In 1965 fuseerde Service Games met Rosen Enterprises (een bedrijf van David Rosen dat zich specialiseerde in fotocabines) en kreeg de naam Sega Enterprises.
Datzelfde jaar nog bracht Sega een duikbootsimulatie uit, genaamd Periscope, die wereldwijd een hit werd.
In 1969 werd Sega gekocht door Gulf & Western Industries, waarna het succes van Sega in de arcades bleef toenemen door de populariteit van spellen als Frogger (1981) en Zaxxon (1982).
Sega bracht zijn eerste spelcomputers uit in juli 1983 – de SG-1000 en de SC-3000 - maar leed zwaar onder het instorten van de markt van computerspellen in 1984. Deze computers werden daarom ook alleen in Japan verkocht. Het Japanse conglomeraat CSK kocht Sega en hernoemde het Sega Enterprises Ltd.
In oktober 1985 kwam Sega met een opvolger voor de oude systemen in de vorm van de Mark III. In 1987 werd er een verbeterde versie van de Mark III uitgebracht onder de naam Sega Master System. Deze console werd naast Japan ook in Europa en de Verenigde Staten uitgebracht, maar mede door het grote succes van Nintendo's NES (Nintendo Entertainment System) in zowel Japan als de Verenigde Staten, lukte het Sega niet in die landen een substantieel marktaandeel te behalen. In Europa was de situatie echter anders doordat Nintendo geen goed eigen distributienetwerk had, waardoor de Master System een aanzienlijk marktaandeel kon verwerven. De Master System zou in Europa nog tot 1996, toen het laatste spel verscheen, worden ondersteund.

### Succesjaren (1988-1997)

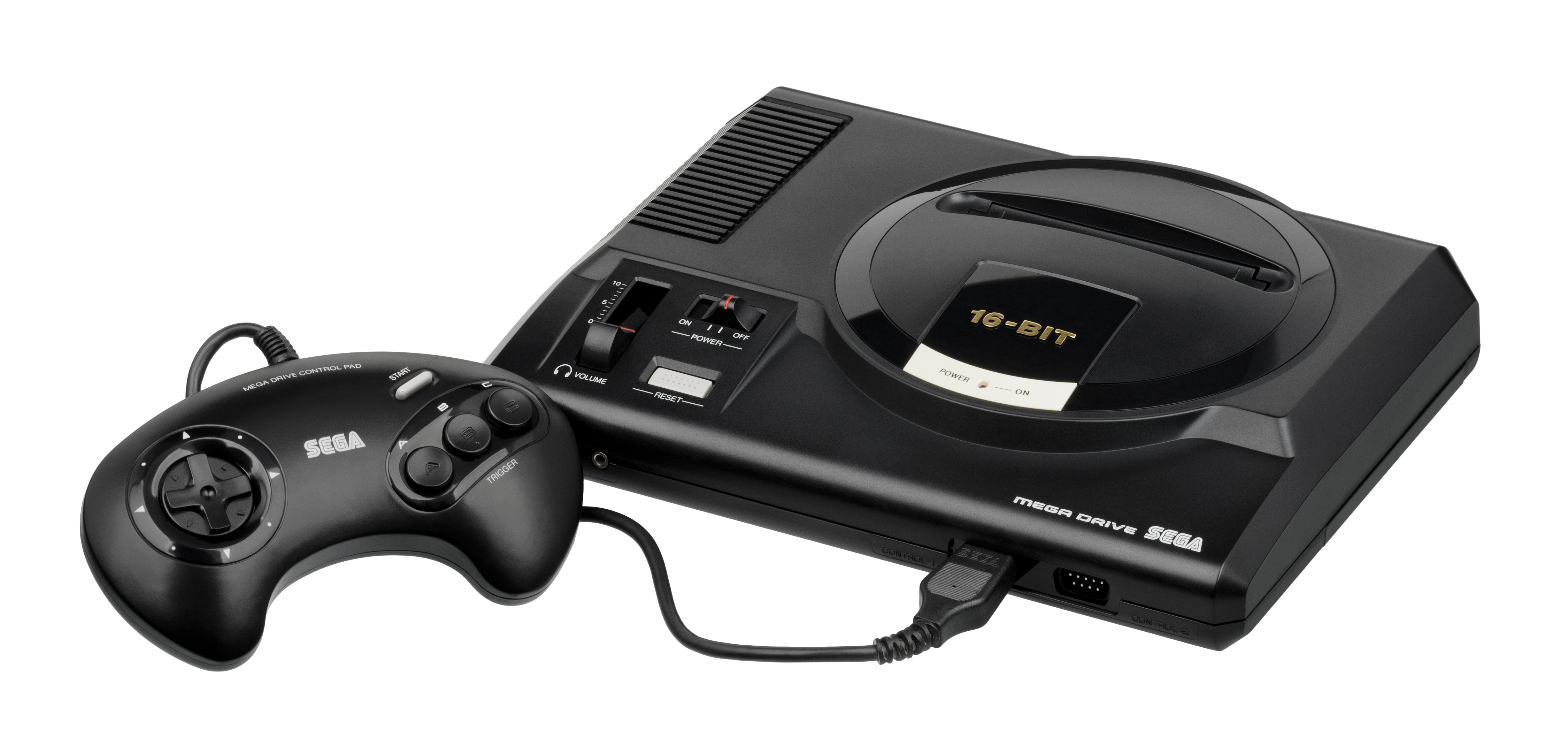
Sega Mega Drive

Eind 1988 bracht Sega de Mega Drive (bekend als de Sega Genesis in de VS) uit. De uitgave van de Mega Drive ging gepaard met een verandering van imago; Sega richtte zich nu op een iets oudere doelgroep en mat zich een rebelser imago aan. Sonic the Hedgehog werd de nieuwe mascotte van Sega in 1991. De Mega Drive was het grootste succes van Sega in het Westen en de Mega Drive hield goed stand tegen de Super Nintendo, dit in tegenstelling tot de Japanse markt waar de Sega Mega Drive nauwelijks marktaandeel had en het moest doen met een derde plaats achter de Super Famicom (Super Nintendo in het Westen) en de PC Engine (TurboGrafx in het Westen) van NEC.
In december 1991 verscheen in Japan de eerste uitbreiding voor de Mega Drive, de Mega-CD. Het systeem verscheen als reactie op de PC Engine CD. Eind 1992 verscheen het systeem ook in de Verenigde Staten en Europa. Het systeem sloeg echter nooit echt aan mede door de hoge prijs en het gebrek aan toptitels.

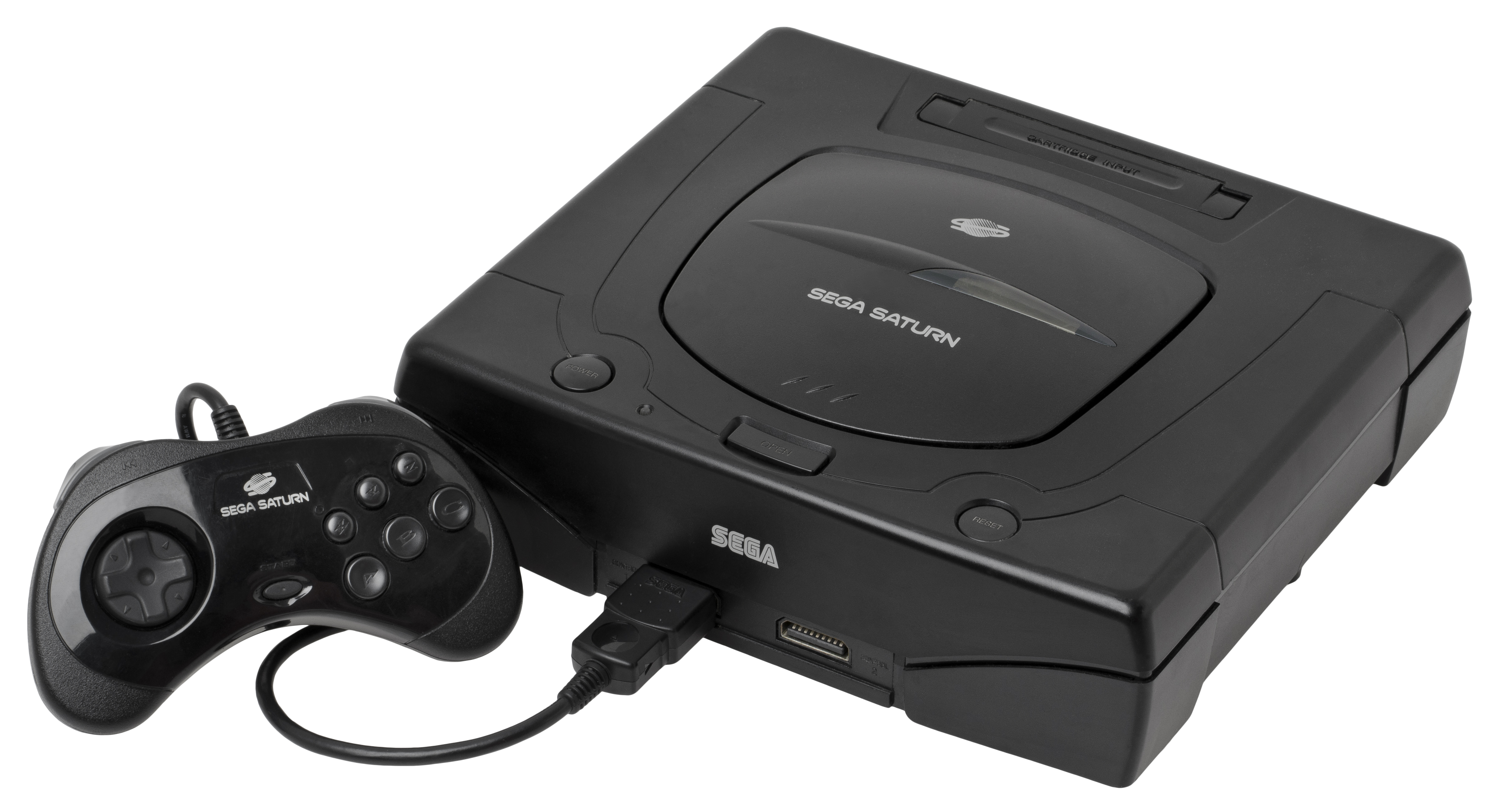
Sega Saturn

Eind 1994 bracht Sega een tweede uitbreiding uit voor de Mega Drive, de 32X. De 32X bevatte een compleet nieuwe 32-bit-chipset en moest een goedkoop alternatief worden voor de Sega Saturn en PlayStation, tevens ondersteunde het systeem de Mega-CD, zodat er ook 32-bit Mega-CD-spellen konden komen voor bezitters van beide uitbreidingen. Het systeem stierf echter een vroege dood door een gebrek aan software.
In 1994 bracht Sega de Saturn uit in Japan en in 1995 in Noord-Amerika en Europa. De Saturn moest concurreren met de PlayStation van Sony en was redelijk succesvol in Japan, maar flopte uiteindelijk door de slechte verkoop in Noord-Amerika en Europa.

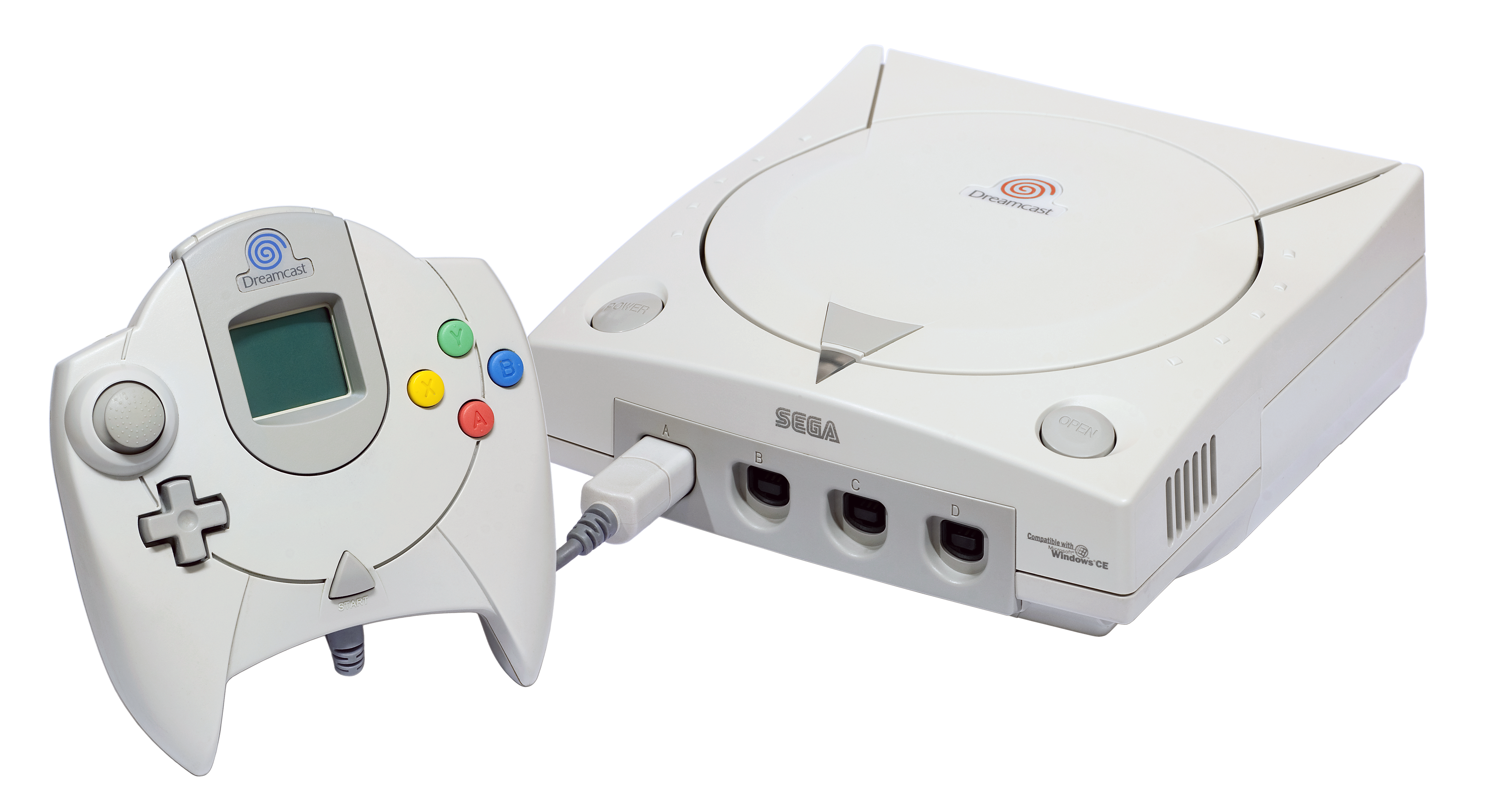
Sega Dreamcast

In 1998 (Japan) en 1999 (Noord-Amerika en Europa) bracht Sega de Dreamcast uit, maar ook deze spelcomputer flopte ondanks zijn goede debuut (het was de snelst verkopende spelcomputer tot de uitgave van de PlayStation 2 in 2000). De Dreamcast slaagde er echter niet in een aanzienlijk deel van de markt te veroveren, voornamelijk door het ontbreken van een dvd-speler, die Sony's PlayStation 2 wel heeft. Daarnaast hadden spelers en uitgevers het vertrouwen in Sega verloren. Vooral de slechte reputatie van de Saturn werd gezien als een belangrijke oorzaak hiervan.

### Financiële verliezen (1998-2000)
De verkoop van Sega's spelcomputers liep achteruit toen Sony de PlayStation 2 op de markt bracht in 2000, en Sega wederom een financieel verlies moest verwerken. Vanaf 1998 kampte het bedrijf met grote verliezen en bijna een kwart van de banen verdween.
Uiteindelijk stopte de productie van de Dreamcast op 31 maart 2001. Sega trok zich terug van de spelcomputermarkt en richtte zich op het publiceren van spellen.
In 2000 werd Sega Enterprises Ltd. hernoemd naar Sega Corporation en in 2001 stopte Sega de productie van de Dreamcast. Wel werden er daarna nog spellen voor de Dreamcast gemaakt, voornamelijk door kleine onafhankelijke ontwikkelaars.

### Uitgever en overnames (2001-2019)
Vanaf 2001 stopte Sega met de productie van spelcomputers en richtte zich op het ontwikkelen en uitgeven van computerspellen voor platformen van de voormalige concurrentie, waaronder de Nintendo GameCube, Game Boy Advance en Nintendo DS, de PlayStation 2 en Microsoft Xbox.
In 2003 nam Sammy het aandeel dat CSK in Sega had over.
Vanaf 2004 werkt Sega samen met Sports Interactive (de makers van de oude Championship Manager-reeks en het huidige Football Manager) als uitgever. Op 25 januari 2005 verkocht Sega Visual Concepts, een bedrijf dat sportspellen produceerde, aan Take-Two Interactive voor 16 miljoen euro. Op 9 maart 2005 kocht Sega Creative Assembly, de makers van de Total War-reeks.
Op 23 januari 2013 kocht Sega Relic Entertainment, de makers van Company of Heroes en Warhammer 40,000: Dawn of War, via een veiling van de boedel van het failliete THQ.
Begin 2015 maakte Sega bekend dat ze zich meer zouden richten op pc- en smartphone-spellen. Als gevolg hiervan werden driehonderd banen geschrapt.
In 2017 werd het hoofdkantoor in Tokio verhuisd naar Shinagawa, waar alle Japanse bedrijfsdivisies werden gevestigd. In juni 2018 werd Gary Dale president van Sega of Europe, die daarmee Jurgen Post verving. In de VS kwam Ian Curran aan het hoofd van Sega of America te staan.

### Heden (2020-heden)
In 2020 volgde een herstructurering in het bedrijf. De winst die begin 2020 was gemaakt, verdween in de tweede helft van het jaar door de wereldwijde pandemie. In november van dat jaar verkocht Sega Sammy 85% van haar aandelen aan Genda. De Sega-merknaam en arcademachines bleven daarbij in gebruik. Begin 2022 werd de resterende portie van de arcadetak verkocht aan Genda.
Ondanks het verlies van de arcadetak, deed de consumentenmarkt het beter. Sega werd door Metacritic uitgeroepen tot beste uitgever van het jaar 2020. Ruim 90% van de publiceerde spellen werden zeer positief ontvangen in recensies, waaronder Persona 5 en Yakuza 0.
In 2023 kocht Sega het Finse bedrijf Rovio Entertainment, dat bekend werd door de populaire Angry Birds-serie. In datzelfde jaar kondigde Sega ook aan om hun oudere franchises, waaronder Golden Axe, Jet Set Radio en Streets of Rage, opnieuw uit te willen brengen in een modern uiterlijk. Dit nieuws werd positief ontvangen.

## Overzicht van spelcomputers
- SG-1000 (1983)
  - SG-1000 II, SC-3000 (1984)
  - Sega Mark III (1985)
- Master System (1986)
- Game Gear (1990)
- Mega Drive (1990)
  - Mega-CD (1993) (uitbreiding voor de Mega Drive)
  - Multi Mega (1994) (draagbare versie van de Mega Drive en Mega-CD)
  - Sega 32X (1995) (uitbreiding voor de Mega Drive)
  - Nomad (1995) (draagbare versie van de Mega Drive, alleen in de VS uitgebracht)
- Sega Saturn (1995)
- Dreamcast (1998)
  - Dreamcast Divers 2000 CX-1 (2000) (televisie met ingebouwde Dreamcast, alleen in Japan uitgebracht)
- Mega Drive Mini (2019)
- Game Gear Micro (2020)
- Astro City Mini (2020)
- Mega Drive Mini II (2022)